# Schlacht am Mons Seleucus
Die Schlacht am Mons Seleucus wurde am 3. Juli 353 zwischen einer römischen Armee unter dem Kaiser Constantius II. und einer römischen Armee des Usurpators Magnus Magnentius ausgetragen. 
Magnentius, ein römischer General vermutlich fränkischer Herkunft, hatte sich 350 in Gallien gegen Kaiser Constans erhoben, den er alsbald töten ließ. Von seinen Truppen zum Kaiser ausgerufen, kontrollierte er schnell einen Großteil der Westhälfte des Römischen Reiches, während die Osthälfte weiterhin Kaiser Constantius II., einem Bruder des gestürzten Constans, unterstand. 
Constantius II. brach angesichts der Ereignisse im Westen einen von ihm zu dieser Zeit gegen die persischen Sassaniden geführten Feldzug ab und führte seine Armee nach Westen. Magnentius zog ihm mit seinen Truppen entgegen. In der Schlacht bei Mursa (heute Osijek) im Jahr 351 unterlag der  Usurpator und war gezwungen, sich unter hohen Verlusten nach Gallien zurückzuziehen, wo er sich noch zwei Jahre halten konnte.
Am 3. Juli 353 unterlag Magnentius in der Schlacht am Mons Seleucus (heute La Bâtie-Montsaléon im französischen Département Hautes-Alpes) endgültig den Truppen des Constantius. Er floh nach Lyon, wo er am 10. oder 11. August Selbstmord beging, als ihn seine verbliebenen Soldaten an Constantius ausliefern wollten. Der Caesar Decentius, der mit seinen Truppen zu Hilfe hatte kommen wollen, erhängte sich eine Woche später in Senonae, als er die Todesnachricht seines Bruders erhielt.